# Emil Wissum
Emil Wissum (3. juni 1896 i København – 13. november 1976) var en dansk officer.

## Karriere
Han var søn af kgl. kabinetsbud Peder Wissum (død 1954) og hustru Emilie født Wucherpfennig (død 1959), blev student fra Metropolitanskolen 1914, premierløjtnant 1918 og blev tildelt H.M. Kongens Æressabel samme år. Wissum gennemgik Hærens Officersskoles specialklasses ingeniørkursus og generalstabskursus, blev kaptajn 1931, chef for 5. bygningsdistrikt i Viborg 1934-42 og forestod opførelsen af bl.a. Jydske Tøjhus i Hjørring og Jydske Ingeniørregiments kaserne i Randers. Han var stabschef hos generalinspektøren for ingeniørtropperne 1942-46 og under den militære modstandsbevægelse chef for militærgruppe (bataljon) O.3. 1943-45 og leder af meddelelsestjenestens forberedelse 1944-45.
Efter krigen blev Wissum oberstløjtnant 1945, var chef for Generalstabens generalstabsafdeling 1946-51, blev oberst 1949 og stillet til rådighed for generalinspektøren for Ingeniørtropperne 1951, chef for Jydske Ingeniørregiment 1951-53, generalinspektør for Ingeniørtropperne 1953-61, generalmajor 1957 og fik afsked 1961.

## Tillidshverv
Han var formand for forsvarets ABC-udvalg 1953-61. Han var chef for Det Danske Spejderkorps' Hertug Knuds Division (katolsk) 1919-27. Formand for Souvenir Français' danske komite for tilsyn med franske krigergrave fra 1946. Medlem af bestyrelsen for Winterfeldts Stiftelse fra 1946, formand 1962-65. Medlem af Sankt Ansgars Kirkes forvaltningsråd 1947-70 og formand for kirkens menighedsråd 1970-72.
Han var Kommandør af 1. grad af Dannebrog og Dannebrogsmand og bar Hæderstegnet for god tjeneste ved Hæren.
Han blev gift 31. maj 1925 med Agnes Zollfranck (24. april 1894 i Fensmark Sogn - 1961), datter af Johs. Zollfranck (død 1940) og hustru Karen Marie født Fog Hansen (død 1940).